# 알레산드로 디아만티
알레산드로 디아만티(이탈리아어: Alessandro Diamanti, 1983년 5월 2일, 이탈리아 프라토 ~ )는 이탈리아의 은퇴한 축구 선수이다. 포지션은 공격형 미드필더로 활약했다.

## 클럽 경력

### 프라토

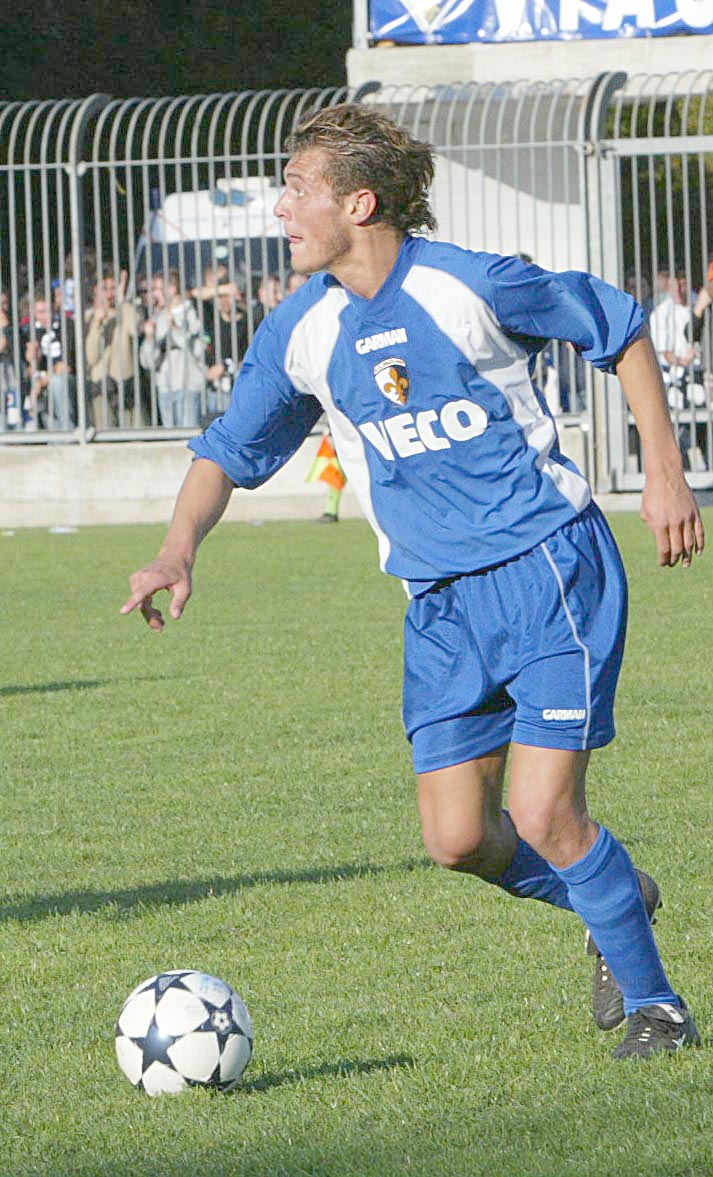
2003년 프라토에서 경기하는 디아만티

디아만티는 그의 고향에 있는 축구클럽인 AC 프라토에서 그의 축구 인생을 시작했다. 그는 토스카나주에 새롭게 생겨난 축구 클럽 피오렌티아 비올라로 임대를 가게 되었다. 2004년 여름에 UC 알비노레페와 공동 소유 계약을 치렀다. 한 시즌과 반 시즌을 치른 뒤에 그는 프라토로 다시 임대로 되돌아갔고 시즌 종료와 함께 프라토는 알비노레페에서 디아만티의 소유권 절반을 다시 사왔다.

### 리보르노
2006-07 시즌 디아만티는 31 경기에 출전하여 15골을 기록하는 활약 덕에 당시 세리에 A에 있던 AS 리보르노 칼초와 계약을 했다. 리보르노에서 첫 시즌을 14 경기 선발 12경기 벤치로 보냈다. 리보르노가 세리에 B로 강등을 당했지만 디아만티는 끝까지 리보르노에 남았다.
2008-2009 시즌에 리그와 컵 경기를 포함해 39경기에 출전해 20골을 기록하여 리보르노의 승격을 도왔다.
2009년 8월 23일, 디아만티는 리보르노의 세리에 A 첫경기인 칼리아리와 홈에서 열린 0-0 무승부를 거둔 경기에 뛰었다.

### 웨스트햄 유나이티드

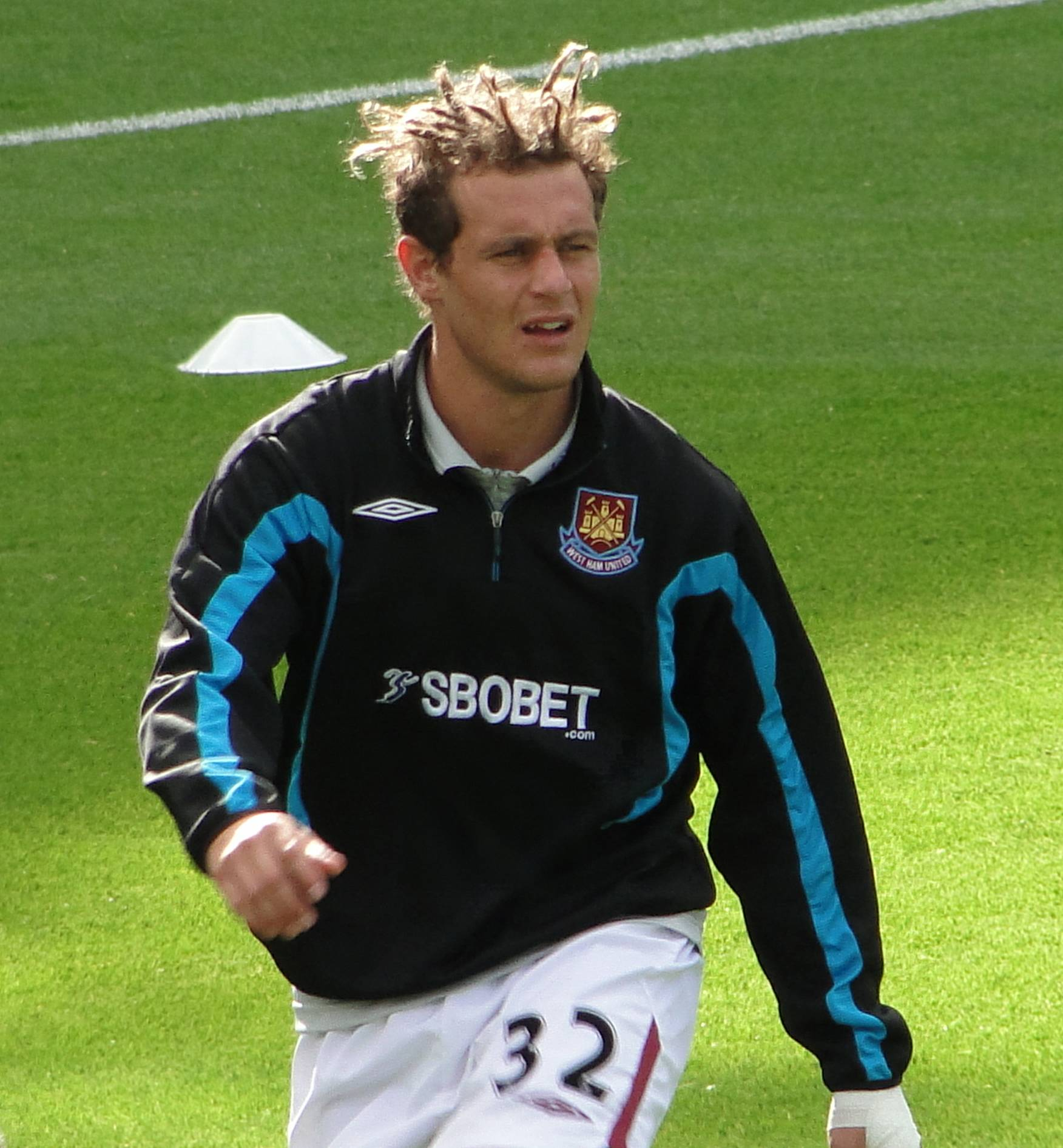
웨스트 햄 시절 디아만티

다음 주, 디아만티는 비공개 이적료(600백만 파운드로 추정)로 웨스트 햄으로 이적을 가 5년 계약을 맺었고 데뷔전을 9월 12일 위건과 치러 1-0 승리를 거뒀다. 그 과정에서 디아만티는 웨스트 햄 역대 800번째 선수가 되었다. 그는 2009년 9월 19일에 열린 리버풀을 상대로 한 첫 홈경기 데뷔전에서 비록 논란이 있지만 그는 달리던 도중에 넘어졌고 페널티킥을 선언 받아 골을 성공시켰고 웨스트 햄서의 첫 골을 넣었다. 디아만티의 골은 대부분 페널티킥에서 나왔고 인플레이 골은 단 세 골이었지만 8골을 득점했다. 2010년 4월 4일, 그는 웨스트 햄 서포터들이 매년 선정하는 2009-10 시즌 올해의 클럽 선수 스콧 파커에 이어 2위로 선정됐다. 디아만티는 브레시아 칼초로 팔리기 전에 그는 웨스트햄 2010-11 시즌에서 한 경기를 교체로 출전하였다.

### 브레시아
2010년 8월 24일, 세리에 A 클럽 브레시아 칼초는 디아만티를 웨스트 햄에 브레시아가 다가오는 시즌에서 세리에 A에서 안정된 상태가 되면 추가 이적료 3백만 유로를 더 지불하겠다는 조건으로 200백만 유로에 영입했다. 브레시아 역시도 재정보고서에서 디아만티의 영입으로 3백85만 유로가 들었다고 밝혔다.
알레산드로는 브레시아에서 2010년 8월 25일에 소개됐고 계속해서 등번호 32번 유니폼을 골랐다. 브레시아 첫 데뷔 시즌에서, 그는 6골을 넣었고 그 시즌 클럽에서 최다 득점였던 안드레아 카라오촐로 다음으로 골을 많이 넣었다. 그의 여섯 번째 골은 1-2로 패배하며 1부 리그로 올라온지 한 시즌 만에 세리에 B로 강등을 확정시킨 칼초 카타니아의 경기에서 나왔다.
2011년 7월, 웨스트 햄은 이탈리아 축구협회에게 브레시아로부터 그의 이적료 분할금 2백 20만유로를 받지 못하였다며 브레시아의 디아만티의 선수 등록 금지 요청을 주장하였다.

### 볼로냐
2011년 8월 1일, 디아만티는 브레시아와 볼로냐 간의 1백50만 유로의 공동 소유계약을 통해 볼로냐로 이적됐다. 그의 볼로냐에서 첫 골은 9월 24일에 밀라노 클럽에 처음 부임을 한 클라우디오 라니에리가 이끄는 인테르나치오날레의 첫 경기 상대로 3-1로 승리한 경기에서 나왔다. 12월 11일, 볼로냐는 또 다른 밀라노 클럽 밀란과 경기를 하였고, 디아만티는 마르코 디 바이오의 선제골을 어시스트하였고 73분에 동점골을 넣어 2-2 무승부를 이끌어 인상적인 모습을 보였다.
디아만티는 2012년 3월 11일에 열린 3-1로 승리한 라치오 원정 경기에서 30 야드 거리에서 페데리코 마르케티를 상대로 결승골을 넣었다. 4월 12일, 디아만티는 칼리아리를 상대로 환상적인 프리킥 골을 넣었고 승점 40점 이상으로 올라갔으며 강등권과 6점 차 거리를 유지했다.
2012년 9월 16일, 디아만티는 스타디오 올림피코에서 로마를 상대로 득점과 알베르토 질라르디노의 골을 어시스트하여 3-2 승리를 거두는 데 일조했다. 디아만티는 12월 18일에 열린 3-0으로 이긴 팔레르모와 경기에서 48분에 페널티킥 골을 넣었다.
12월 2일, 디아만티는 팀동료 마놀로 가비아디니의 후반전에 나온 골 덕에 힘겹게 2-1로 승리한 아탈란타 경기에서 프리킥으로 득점을 했다. 2주 후인 12월 16일, 디아만티는 상위권 나폴리를 3-2로 승리한 경기에서 그의 프리킥이 승리를 확정시켰던 다니엘레 포르타노바의 헤딩골에 기여했다.

### 광저우 헝다
2014년 2월 7일, 디아만티는 중국 슈퍼리그의 광저우 헝다로 이적하였다. 등번호는 23번이고, 이적료는 131억원이다. 디아만티는 2월 14일에 열린 헝가리의 비데오톤 FC와의 친선경기에서 데뷔전을 치뤘고, 팀은 1-5로 패배를 기록하였다. 2014년 2월 26일, 2014 AFC 챔피언스리그 G조 1차전 멜버른 빅토리 FC와의 경기에서 디아만티는 자신의 광저우 이적후 첫 데뷔골을 포함한 2골을 기록하여 좋은 활약을 펼쳤다.

## 국가대표팀 경력

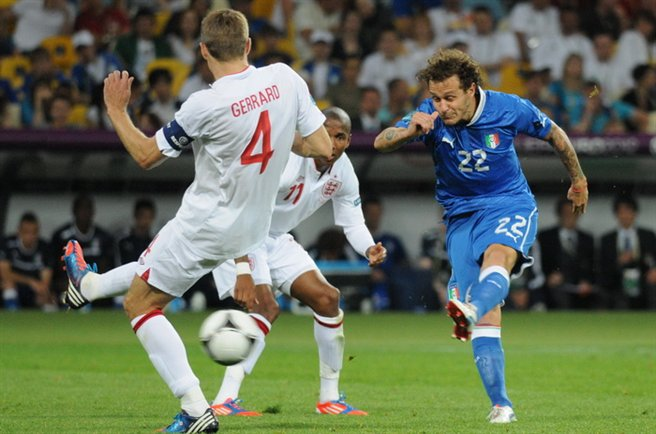
유로 2012 준준결승전에서 잉글랜드의 스티븐 제라드 (왼쪽)와 경합중인 디아만티(오른쪽)

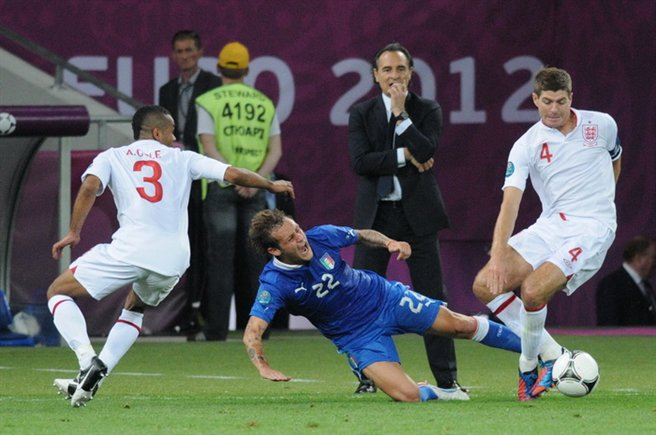
유로 2012 준준결승전에서 잉글랜드의 애슐리 콜 (왼쪽) 과 스티븐 제라드 (오른쪽) 와 경합하는 디아만티 (가운대/파란색)

디아만티는 2010년 11월 27일에 열린 루마니아를 상대로 한 평가전에서 이탈리아 축구 국가대표팀 데뷔전을 치렀다. 그는 그의 데뷔 경기에서 교체되기전까지 전반전만 뛰었다. 2012년 5월, 그는 유로 2012를 앞두고 이탈리아 예비 32인 명단에 포함됐고, 2012년 6월 18일에 열린 아일랜드와 조별 예선전에서 교체선수였다. 2012년 6월 24일에 열린 잉글랜드와 준준결승전에서, 디아만티는 후반전에 안토니오 카사노의 교체로 출전하여 승부차기에서 결승골을 넣어 4-2 승리로 이끌었다.
디아만티는 브라질에서 열리는 2013년 FIFA 컨페더레이션스컵에 출전하는 이탈리아 대표팀에 포함됐다. 우루과이와 3위 결정전에서 프리킥으로 득점하며 대표팀에서의 첫 골을 넣었다.

### 국가대표팀 득점
| 차례 | 날짜            | 장소                                 | 상대     | 득점 | 결과 | 대회                         |
| ---- | --------------- | ------------------------------------ | -------- | ---- | ---- | ---------------------------- |
| 1.   | 2013년 6월 30일 | 아레나 폰치 노바, 사우바도르, 브라질 | 우루과이 | 2–1  | 2–2  | 2013년 FIFA 컨페더레이션스컵 |

## 클럽 통계
| 시즌    | 클럽                   | 국적 | 출전 (리그) | 득점       | 출전 (프리마베라) | 득점 | 출전 (컵) | 득점 | 출전 FA 컵 | 득점 | 합계 출전 | 합계 득점 |
| ------- | ---------------------- | ---- | ----------- | ---------- | ----------------- | ---- | --------- | ---- | ---------- | ---- | --------- | --------- |
| 1999–00 | 프라토                 | ITA  | 1           | 0          | -                 | -    | -         | -    | -          | -    | 1         | 0         |
| 2000–01 | 엠폴리 (임대)          | ITA  | 0           | 0          | 12                | 1    | -         | -    | -          | -    | 12        | 1         |
| 2001–02 | 프라토                 | ITA  | 0           | 0          | -                 | -    | 1         | -    | -          | -    | 1         | 0         |
| 2001–02 | 푸체치오 (임대)        | ITA  | 24          | 3          | -                 | -    | -         | -    | -          | -    | 24        | 3         |
| 2002–03 | 프라토                 | ITA  | 2           | 0          | -                 | -    | 3         | 0    | -          | -    | 5         | 0         |
| 2003    | 피오렌티나 (임대)      | ITA  | 3           | 0          | 6                 | 0    | -         | -    | -          | -    | 9         | 0         |
| 2003–04 | 프라토                 | ITA  | 20(+2 p/o)  | 4          | -                 | -    | 3         | 0    | -          | -    | 25        | 4         |
| 2004–05 | 알비노레페 (공동 소유) | ITA  | 18          | 0          | 1                 | 0    | 1         | 0    | -          | -    | 20        | 0         |
| 2005–06 | 알비노레페 (공동 소유) | ITA  | 8           | 0          | 1                 | 1    | 0         | 0    | -          | -    | 9         | 1         |
| 2006    | 프라토 (임대)          | ITA  | 11(+2 p/o)  | 4(+1 p/o)  | -                 | -    | -         | -    | -          | -    | 13        | 5         |
| 2006–07 | 프라토                 | ITA  | 25          | 10         | -                 | -    | 6         | 5    | -          | -    | 31        | 15        |
| 2007–08 | 리보르노               | ITA  | 26          | 4          | -                 | -    | 1         | 0    | -          | -    | 27        | 4         |
| 2008–09 | 리보르노               | ITA  | 32(+4 p/o)  | 13(+3 p/o) | -                 | -    | 3         | 4    | -          | -    | 39        | 20        |
| 2009–10 | 리보르노               | ITA  | 1           | 0          | -                 | -    | -         | -    | -          | -    | 1         | 0         |
| 2009–10 | 웨스트 햄 유나이티드   | ENG  | 27          | 7          | -                 | -    | 1         | 0    | 1          | 1    | 29        | 8         |
| 2010–11 | 웨스트 햄 유나이티드   | ENG  | 1           | 0          | -                 | -    | -         | -    | -          | -    | 1         | 0         |
| 2010–11 | 브레시아               | ITA  | 32          | 6          | -                 | -    | 1         | 1    | 0          | 0    | 33        | 7         |
| 2011–12 | 볼로냐                 | ITA  | 30          | 7          | -                 | -    | 2         | 1    | 0          | 0    | 32        | 8         |
| 합계    | 합계                   | 합계 | 261(+8 p/o) | 58(+4 p/o) | 20                | 2    | 22        | 11   | 1          | 1    | 312       | 76        |

- p/o=플레이오프전 또는 플레이아웃전

## 가족
디아만티는 아내와 딸이 있으며, 그의 아내는 실비아 시에(중국어: 謝嘉宜 셰자이[*], 이탈리아어: Silvia Hsieh)이며 타이완 출신이다.

## 수상
이탈리아
- UEFA 유로 2012 준우승
- 2013년 FIFA 컨페더레이션스컵 3위